# Armando Cremonesi
Armando Cremonesi (fl. XIX-XX secolo) è stato un calciatore e allenatore di calcio italiano.

## Biografia
Calciatore attivo agli inizi del XX secolo nella Mediolanum e poi nella US Milanese. All'entrata in guerra dell'Italia nel primo conflitto mondiale partì come sergente d'artiglieria.

### Carriera sportiva
Armando Cremonesi fu centrocampista dell'US Milanese per dieci stagioni dal 1905 al 1915. Con i bianconeri ottenne come migliori piazzamenti due secondi posti nelle stagioni 1908 e 1909. Nella Prima Categoria 1914-1915 fu il trainer del club meneghino.